# Giarre Calcio 1946
L'Associazione Sportiva Dilettantistica Giarre Calcio o più comunemente Giarre, è una società calcistica italiana con sede a Giarre, in provincia di Catania. Milita in Eccellenza, quinta divisione del campionato italiano di calcio.
Il Giarre ha preso parte a diversi campionati nazionali dal 1986 al 2022.

## Storia
Le origini del Giarre Calcio possono essere ricondotte all'Associazione Sportiva Ionia, fondata nel 1944 e con presidente Bottino. Il club fallì per motivi economici, e la prima partecipazione ad un campionato FIGC risale al 1952 come Società Sportiva Giarre.
Il Giarre Calcio partecipò a diversi campionati di serie C1 e serie C2 con piazziamenti di tutto rispetto tra la fine degli anni ottanta e gli inizi degli anni novanta: in particolare in serie C1 giunse nono nella stagione 1988-89, quarto nel 1989-90, nel 1991-92 e nel 1992-93 a un passo dalla promozione in serie B.

Una formazione della stagione 1987-88, in cui il Giarre colse la storica promozione in Serie C1.

Dopo il fallimento del 1994, il Giarre Calcio militò per diverse stagioni nel campionato di Eccellenza sfiorando per diverse volte la promozione in D, che arrivò nella stagione 2003-04, anno in cui vinse anche la coppa Sicilia battendo in finale a Caltanissetta il Raffadali per 4-0. Nonostante i bei campionati e i grandi progetti anche a causa del totale disinteresse dei politici cittadini, il titolo sportivo del Giarre Calcio, retrocesso in Eccellenza l'anno prima, si trasferì nel luglio 2008 alla società di calcio a cinque UniversalMisterbianco.
Per la prima volta dopo 64 anni di storia, sembrava sparire il calcio a Giarre, ma in extremis venne fondato lo Sporting Giarre che ripartì dalla Terza Categoria. Secondo nel suo girone, ottenne immediatamente la Promozione in Seconda Categoria ai play-off, ma durante l'estate 2009 fu acquisito il titolo sportivo di Promozione del Linguaglossa. Fu variata la denominazione temporanea Gialloblu FC, anche se in modo ufficioso la squadra è conosciuta col nome di Giarre FC. Il 18 aprile 2010 vinse il Girone C di Promozione siciliana, battendo il Ghibellina 9-2 ed aggiudicandosi l'accesso diretto alla categoria Eccellenza. Giunto fino alle semifinali di Coppa Italia di Promozione, il Giarre, già promosso, fu eliminato da un Real Avola ambizioso di conquistare la finale per l'eventuale salto di categoria.

Il Giarre 1989-90

La stagione successiva fu quella del ritorno in Eccellenza, dove il Giarre sfiorò i play-off e conquistò un onorevole settimo posto sotto la direzione di Gaetano Mirto. L'estate fu di quelle tribolate, e la società non venne iscritta al campionato di Eccellenza della stagione successiva. Nella stagione successiva si iscrissero due squadre che rappresentavano la città di Giarre, una in prima categoria e l'altra in terza categoria.
Durante la stagione 2013-14 il Giarre cambiò l'attuale denominazione in A.S.D. Giarre Calcio e dopo due anni in Promozione ottenne il primo posto venendo promosso in Eccellenza. Nelle stagioni successive la squadra ottiene una tranquilla salvezza, piazzandosi tre volte al 9º posto (2014-15, 2015-16 e 2018-19) e due volte al 7º posto (2016-17, 2017-18).
Nella stagione 2020-2021 vince la stagione regolare del girone B di Eccellenza Sicilia, per poi confermare il proprio primato vincendo gli spareggi promozione, guadagnando il salto di categoria. Inoltre il 26 giugno 2021, partecipa alla prima Finale Regionale di Supercoppa Eccellenza, dove s'impone per 3-1 contro la Sancataldese, scrivendo il proprio nome come prima vincitrice della neonata manifestazione. Nella stagione 2021-2022 milita nel girone I della Serie D. L'8 settembre 2022 il TAR esclude la compagine etnea dal massimo campionato dilettantistico dopo solo un anno dalla promozione e dopo la salvezza conquistata nel finale del campionato 2022. La motivazione della statuizione è legata a mancati adempimenti verso alcuni tesserati, condizione necessaria all'iscrizione alla competizione.
Uno dei tanti aneddoti storici, è sicuramente quello inerente al compianto presidente della Sampdoria, Paolo Mantovani: negli anni del professionismo, Mantovani, presidente della società blucerchiata, aveva una fortissima simpatia per il Giarre che militava in C1, al punto che i suoi più stretti collaboratori affermano che si recava a Giarre per vedere le partite interne dei gialloblù. Lo stesso Mantovani inoltre, con l'appoggio dell'ex presidente del Milan, Silvio Berlusconi, organizzò e donò il profitto della prima edizione della Supercoppa Italiana al Giarre Calcio per evitargli il fallimento.
Dopo l'esclusione dalla Serie D 2022-23 e il successivo anno di assenza di squadre calcistiche nel comune etneo, nel settembre del 2023, in seguito all'acquisizione del titolo sportivo dell'Akron Savoca, il calcio giarrese riparte con l'Akron Giarre, iscrivendosi al campionato di Prima Categoria Siciliana. Dopo la promozione nel campionato regionale di Promozione, avvenuta in seguito allo spareggio contro il Santa Venerina, nella stagione 2024-2025, il Giarre, ripresa la storica denominazione sociale, disputa un campionato in lotta per il salto di categoria con il Kamarat 1972 come principale antagonista. A spuntarla è proprio la compagine etnea che, dopo la vittoria interna contro il San Pietro per 6-3, ritrova l'Eccellenza dopo 4 anni e si rende artefice di un doppio salto di categoria in un biennio.

## Colori e simboli
Il Giarre Calcio tradizionalmente è rappresentato dai colori del gonfalone comunale, giallo e blu. In passato vi sono state anche diverse rappresentazioni cromatiche nella maglia della squadra giarrese ma, dagli anni 70 in poi, si sono imposti definitivamente i colori tradizionali.
In alcune annate il colore dominante fu il giallo con rifiniture blu, mentre in altre presero il sopravvento le righe verticali. Spesso alcune fantasie particolari vennero usate nella prima maglia, come la divisa a scacchi per il debutto in Serie C1, o il fondo giallo con una striscia blu per il ritorno in Serie D. Nelle ultime stagioni si è optato anche per una divisa blu con una barra gialla e larga sul petto, quasi a ricordare quella degli argentini del Boca Juniors.
Se la prima maglia ha come colori dominanti il giallo e blu, per quanto riguarda la seconda o terza maglia, i colori sono stati spesso molto diversi: azzurro, rosso, verde fino all'attuale bianco con rifiniture gialloblu, usato durante la Finale di Coppa Italia Eccellenza contro la Sancataldese, in cui il Giarre ha sollevato la sua seconda Coppa Italia.
Per quanto riguarda gli stemmi rappresentante il club, dagli anni ottanta fino al primo fallimento del 1994, il simbolo del Giarre calcio era rappresentato da un pallone di cuoio come quelli usati negli anni 30, con lo stemma comunale posto a lato, in cui entrambi gli elementi erano di color gialloblu.
Il Giarre rifondato da Di Bella ebbe come simbolo una torre molto semplice che sovrastava la dicitura AS Giarre Calcio.
Durante il breve passaggio chiamato Sporting Giarre, furono adottate all'inizio delle maglie bianco verdi a strisce orizzontali ed un logo che rappresentava un cobra con in bocca il simbolo di Giarre.
Il logo attuale ha un design moderno ma al contempo tradizionale, dove campeggia al centro il vecchio simbolo con alle spalle strisce gialloblu, a significare un ritorno alle tradizioni guardando verso il futuro.

## Strutture

### Stadio
Lo stadio ospitante le partite interne del Giarre è lo Stadio Regionale (6500 posti).
L'impianto è composto da una tribuna coperta (tribuna A), dalla curva Olimpia (o Sud), dalla curva Etna (o Nord) e dalla gradinata riservata agli ospiti (tribuna B/settore ospiti).
Il Regionale di Giarre, oltre a diverse partite importanti del Giarre in ambito regionale e nazionale, ha anche ospitato un'amichevole dell'Italia U21.
Nel corso degli anni, si è spesso parlato di voler rinominare il Regionale in Stadio "Kallipolis", nome dell'antica colonia greca stanziatasi nella zona giarrese.
Giarre ha inoltre un campo di allenamento gestito del comune e situato nei pressi della frazione collinare di San Giovanni Montebello.

## Contributo alle nazionali
Il Giarre Calcio non ha mai avuto giocatori convocati dalla Nazionale maggiore, però nella sua storia può annoverare diversi calciatori chiamati a vestire l'azzurro nelle varie rappresentative giovanili:
Nazionale italiana Under 21 di Serie C: Antonino Praticò, Francesco Macrì, Antonio Bucciarelli
Nazionale Under-17: Orazio Salsetta
Nazionale Under-16: Antonino Gazzè
Nazionale Under-15: Giuseppe Grasso
Altro rapporto che lega il mondo gialloblu a quello della maglia azzurra è stata la scelta della FIGC nel 2017 di affidare ad un ex allenatore giarrese il ruolo di CT della Nazionale maggiore: Gian Piero Ventura infatti è stato il primo ex allenatore giarrese ad essere chiamato come Commissario Tecnico della Nazionale di calcio dell'Italia.

## Allenatori e presidenti
Di seguito la lista degli allenatori e dei presidenti dall'anno di fondazione ad oggi.
- 1952-1955  Giuseppe Strano
- 1955-1956  Muscolino
- 1956-1957  Muscolino,  Dandolo Flumini
- 1957-1960  Dandolo Flumini
- 1959  Carlo Molon[9]
- 1960-1961  ...
- 1961-1962  Dandolo Flumini
- 1962-1963  Dandolo Flumini,  Muscolino
- 1963-1966  Dandolo Flumini
- 1966-1967  Enzo Di Giulio
- 1967-1968  Marchese (1ª-9ª)
 Nicolò Nicolosi (10ª-15ª)
 Coci (18ª-30ª)
- 1968-1969  Vittorio Corrao (1ª-12ª)
 Dandolo Flumini (13ª-30ª)
- 1969-1970  Enzo Di Giulio
- 1970-1971  Giuffrida (1ª-?ª)
 Matteo Simeon (?ª-?ª)
 Dandolo Flumini (22ª-30ª)
- 1971-1972  Bizzi (1ª-3ª)
 Enzo Di Giulio (4ª-11ª)
 Matteo Simeon (12ª-30ª)
- 1972-1973  Matteo Simeon
- 1973-1974  Dandolo Flumini
- 1974-1975  Matteo Simeon
- 1975-1976  Mario Samperi
- 1976-1978  Francesco Calì
- 1978-1980  Vittorio Corrao
- 1980-1981  Francesco Calì
- 1981-1982  Vittorio Corrao (1ª-?ª)
 Elio De Vincolis (?ª-?ª)
 Rosario Trovato,  Pietro Zappulla (?ª-23ª)
 Mangiali (24ª-30ª)
- 1982-1983  Carmelo Russo
- 1983-1984  Nicola Trimarchi
- 1984-1986  Nino Morana
- 1986-1989  Piero Cucchi
- 1989-1990  Walter Nicoletti
- 1990-1991  Salvatore Bianchetti (1ª-13ª)
 Antonio Renna (14ª-34ª)
- 1991-1992  Angelo Orazi
- 1992-1993  Gian Piero Ventura
- 1993-1994  Gian Piero Ghio
 Adriano Lombardi
 Bruno Caligiuri,  Alfredo Ciannameo
 Franco Vannini
- 1994-1995  Josè Sorbello
- 1995-1996  Maurizio Mazza
- 1996-1997  Mario Marino (1ª-11ª)
 Russo (?ª-?ª)
 Vitale (?ª-?ª)
 Melissa (?ª-30ª)
- 1997-1998  Loreno Cassia
 Josè Sorbello
- 1998-1999  Josè Sorbello
- 1999-2000  Nicola Dolce
- 2000-2001  Giuseppe Zarbano
 Campanella
 Giuseppe Zarbano
 Melissa
- 2001-2002  Giuseppe Indelicato (1ª-5ª)
 Rosario De Cento (6ª-14ª)
 Giuseppe Indelicato (15ª-?ª)
 Carmelo Alecci (?ª-34ª)
- 2002-2003  Guido De Maria
 Giuseppe Irrera
- 2003-2004  Carlo Breve
- 2004-2005  Parisi,  Amoroso (1ª-22ª)
 Marzola (23ª)
 Parisi (24ª-34ª)
- 2005-2006  Gaetano Di Maria
- 2006-2007  Pino Zingherino
 Rosario Foti
 Natale Picone
- 2007-2008  Pietro Lombardi
 Venero Donzuso
 Giovanni Pappalardo
- 2008-2009  Alfio Dovara 
 Gerry La Guzza
 Giovanni Pappalardo
- 2009-2010  Dovara
 Gerry La Guzza
 Giovanni Pappalardo
 Giancarlo Fichera
 Gaetano Mirto
- 2010-2011  Gioacchino Borzì
- 2011-2012  Giuseppe Fichera
 Maurizio Romeo
- 2012-2014  Maurizio Romeo
- 2014-2015  Maurizio Romeo
 Carlo Breve
- 2015-2016  Carmelo Mancuso[10]
- 2016-2017  Giancarlo Fichera
- 2017-2018  Gaetano Mirto
 Giuseppe Mascara
- 2018-2019  Marco Coppa
- 2019-2020  Giuseppe Anastasi
- 2020-2021  Gaspare Cacciola
- 2021  Gaspare Cacciola
- 2021-2022  Pietro Infantino
 Gaspare Cacciola
 Saverio Rapisarda
- 2023-2024  Saverio Rapisarda
 Sebastiano Catania
- 2024-2025  Marcello Manca

- 1952-1955  Santo Vasta
- 1955-1957  Giuseppe Belfiore
- 1957-1961  Martino Fiorini,  Francica Nava
- 1961-1964  ...
- 1964-1965  Giuseppe Belfiore
- 1965-1968  ...
- 1968-1970  Francesco Trovato
- 1970-1971  Francesco Trovato,  Sorbello,  Nino Sgroi
- 1971-1973  Nino Sgroi
- 1973-1974  Sorbello
- 1974-1977  Stefano Garozzo
- 1977-1978  ...
- 1978-1979  Finocchiaro
- 1979-1980  ...
- 1980-1981  Giuseppe Grasso
- 1981-1989  Sebastiano Guglielmino
- 1989-1994  Giuseppe Musumeci
- 1994-1997  Salvo Di Bella
- 1997-1999  Giuseppe D'Urso Somma
- 1999-2000  Salvo Di Bella
- 2000-2002  Martino Patitucci
- 2002-2005  Salvo Di Bella,  Nico Le Mura
- 2005-2006  Salvo Di Bella
- 2006-2007  Federico Spampinato
- 2007-2008  Di Martino
- 2008-2010  Alfio Nicolosi
- 2010-2011  ...
- 2011-2016  Giovanni Di Martino
- 2016-2022  Giulio Nirelli
- 2022  Benedetto Mancini
- 2023- Massimo Santoro

## Palmarès

### Competizioni interregionali
- Campionato Interregionale: 1

1985-1986 (girone M)

### Competizioni regionali
- Eccellenza: 2

2003-2004 (girone B), 2020-2021 (girone B)
- Promozione: 4

1983-1984 (girone B), 2009-2010 (girone C), 2013-2014 (girone C), 2024-2025 (girone C)
- Prima Categoria: 3

1976-1977 (girone B), 1982-1983 (girone B), 2023-2024 (girone D)
- Prima Divisione: 2

1956-1957, 1958-1959
- Seconda Divisione: 1

1952-1953
- Coppa Italia Dilettanti Sicilia: 2

2003-2004, 2019-2020
- Supercoppa Eccellenza Sicilia: 1

2020-2021

### Altri piazzamenti
- Serie C1:

terzo posto: 1989-1990 (girone B)
- Serie C2:

secondo posto: 1987-1988 (girone D)
- Eccellenza:

secondo posto: 1994-1995 (girone B), 1997-1998 (girone B)
terzo posto: 1995-1996 (girone B), 1996-1997 (girone B), 1998-1999 (girone B)
- Promozione:

2012-2013 (girone C)
- Prima Categoria:

terzo posto: 1974-1975 (girone A), 1975-1976 (girone B)
- Terza Categoria:

terzo posto: 2008-2009 (girone C)
- Prima Divisione:

terzo posto: 1957-1958
- Coppa Italia Serie D:

finalista: 2005-2006
- Coppa Italia Dilettanti Sicilia:

finalista: 1997-1998, 2014-2015

## Statistiche e record

### Partecipazione ai campionati

#### Campionati nazionali
| Livello | Categoria                 | Partecipazioni | Debutto   | Ultima stagione | Totale |
| ------- | ------------------------- | -------------- | --------- | --------------- | ------ |
| 3º      | Serie C1                  | 6              | 1988-1989 | 1993-1994       | 6      |
| 4º      | Serie C2                  | 2              | 1986-1987 | 1987-1988       | 3      |
| 4º      | Serie D                   | 1              | 2021-2022 | 2021-2022       | 3      |
| 5º      | Campionato Interregionale | 2              | 1984-1985 | 1985-1986       | 5      |
| 5º      | Serie D                   | 3              | 2004-2005 | 2006-2007       | 5      |

#### Campionati regionali
| Livello | Categoria         | Partecipazioni | Debutto   | Ultima stagione | Totale |
| ------- | ----------------- | -------------- | --------- | --------------- | ------ |
| I       | Prima Categoria   | 11             | 1959-1960 | 1969-1970       | 23     |
| I       | Promozione        | 5              | 1970-1971 | 1977-1978       | 23     |
| I       | Eccellenza        | 7              | 2014-2015 | 2020-2021       | 23     |
| II      | Prima Divisione   | 6              | 1953-1954 | 1958-1959       | 27     |
| II      | Prima Categoria   | 3              | 1974-1975 | 1976-1977       | 27     |
| II      | Promozione        | 6              | 1978-1979 | 2024-2025       | 27     |
| II      | Eccellenza        | 12             | 1994-1995 | 2010-2011       | 27     |
| III     | Seconda Divisione | 1              | 1952-1953 | 1952-1953       | 6      |
| III     | Prima Categoria   | 2              | 1982-1983 | 2023-2024       | 6      |
| III     | Promozione        | 3              | 2009-2010 | 2013-2014       | 6      |
| IV      | Prima Categoria   | 1              | 2011-2012 | 2011-2012       | 1      |
| V       | Terza Categoria   | 1              | 2008-2009 | 2008-2009       | 1      |

### Partecipazione alle coppe
| Competizione         | Partecipazioni | Debutto   | Ultima stagione | Totale |
| -------------------- | -------------- | --------- | --------------- | ------ |
| Coppa Italia Serie C | 6              | 1987-1988 | 1993-1994       | 6      |
| Coppa Italia Serie D | 3              | 2004-2005 | 2006-2007       | 3      |

### Statistiche individuali
Armando Biviano detiene il record di presenze ottenute con la maglia gialloblù, 182 apparizioni in 6 stagioni (dal 1987 al 1993), mentre il primato per il maggior numero di reti messe a segno appartiene a Daniel Aleo, in forza al Giarre dal 2012, con 72 gol siglati e capocannoniere per 2 stagioni consecutive, in 2 campionati differenti (Promozione ed Eccellenza), conquistati nel 2013-2014 e nel 2014-2015.
Di seguito la lista dei recordman di presenze e reti.
| Record di presenze - 182 Armando Biviano (1987-1993) - 127 Carlo Tebi (1989-1992) - 127 Paolo Tomasoni (1989-1993) - 123 Antonio Torti (1988-1990) - 122 Rosario Patti (2009-2011; 2013-oggi) - 108 Antonino Praticò (1986-1990) - 100 Michele Tomasino (1987-1989) - 98 Rosario Patanè (2010-2011; 2013-oggi) - 94 Angelo Sciuto (1987-1989) - 87 Antonio Bucciarelli (1990-1994; 2004-2005) | Record di reti - 72 Daniel Aleo (2012-oggi) - 34 Massimo Sottile (2012-2015-oggi) - 25 Marcello Prima (1988-1989) - 23 Rosario Patti (2009-2011; 2013-oggi) - 15 Gianluca Litteri (2005-2006) - 15 Nino Longo (2009-2010) - 12 Marcello Pitino (1986-1987) - 12 Paolo Tomasoni (1989-1993) - 11 Salvatore Buoncammino (1991-1992) - 11 Michele Tomasoni (1987-1989) |